# Bombardements stratégiques durant la Seconde Guerre mondiale
Seconde Guerre mondiale
Batailles
Europe
- Pologne
- Drôle de guerre
- Guerre d'Hiver
- Danemark et Norvège
- France et Benelux
- Angleterre
- Balkans
- Front de l'Est
- Finlande
- Sicile
- Italie
- Laponie
- Front de l'Ouest (1944-1945)

Asie-Pacifique
- Chine
- Océan Pacifique
- Indochine française
- Asie du Sud-Est
- Birmanie et Inde
- Pacifique Sud-Ouest
- Japon
- Mandchourie et Corée du Nord

Méditerranée et Moyen-Orient
- Afrique du Nord
- Afrique de l'Est
- Mer Méditerranée
- Mer Adriatique
- Malte
- Yougoslavie
- Irak
- Syrie-Liban
- Iran
- Italie
- Dodécanèse
- Sud de la France

Autres campagnes
- Océan Atlantique
- Océan Arctique
- Bombardements stratégiques
- Amériques
- Afrique occidentale française
- Océan Indien

Coup d'État
- Yougoslavie
- Irak
- Italie
- Roumanie
- Bulgarie
- Hongrie

La Seconde Guerre mondiale fut marquée par d'importants bombardements stratégiques impliquant toutes les nations belligérantes. Ces bombardements ont concerné des cibles militaires mais aussi civiles. Ils commencèrent dès les premières heures du conflit le 1er septembre 1939 avec le bombardement aérien aveugle par la Luftwaffe allemande de la plupart des villes polonaises, dont la capitale, Varsovie. Les bombardements ont continué à croître tout au long du conflit. L'industrie deviendra une cible particulièrement importante. Le bombardement a également été utilisé comme arme psychologique pour tenter de briser la volonté de l'ennemi à combattre. Ceci caractérise la Blitzkrieg de l'Allemagne dans ses offensives contre la Pologne, la France et le Royaume-Uni puis par la campagne de bombardement stratégique des Alliés contre le Reich. La sophistication technologique, les innovations tactiques, et l'accroissement de la taille des bombardements aériens alliés occidentaux culmineront avec les bombardements atomiques de Hiroshima et Nagasaki au début du mois d'août 1945 marquant la fin de la guerre.

## Situation au début du conflit

### Considérations légales
Les conventions de La Haye, portant sur les codes de conduite de la guerre sur terre et sur mer, ont été adoptées avant la montée de la puissance aérienne. Malgré plusieurs tentatives diplomatiques pour mettre à jour le droit international humanitaire à la guerre aérienne, cela ne fut pas fait avant le déclenchement de la Seconde Guerre mondiale. L'absence de droit international humanitaire ne signifie pas que les lois de la guerre ne couvrent pas la guerre aérienne, mais il n'y a pas d'accord général de la façon d'interpréter ces lois.

### La théorie
Conceptualisé dans les années 1930, le bombardement stratégique doit permettre de diminuer suffisamment les éléments permettant à l'ennemi de soutenir son effort de guerre pour lui interdire de poursuivre les hostilités. Les maîtres à penser de cette école sont l'italien Giulio Douhet et l'américain Billy Mitchell.

### Situation des principaux belligérants
Pour les Américains, à la fin des années 1920, la doctrine considère qu'une guerre aérienne menée contre le tissu industriel de l'adversaire serait en mesure de le mettre à genoux. Cette conception mène au développement de bombardiers adaptés qui sont en cours de production au début du conflit. Ce seront les modèles qui donneront naissance aux 'forteresses volantes' B-17, au Consolidated B-24 Liberator et au Boeing B-29 Superfortress.
Pour les Britanniques, et en particulier le maréchal de l'air Sir Hugh Trenchard, les objectifs de l'aviation étaient les usines de matériels de guerre et les centres de communication de l'ennemi. Trenchard pensait aussi que l'attaque des centres urbains permettait de gêner la capacité de travail des populations pour l'effort de guerre. Cependant, les appareils correspondant à cette doctrine, comme les Short Stirling et les Avro Lancaster ne sont pas prêts au début du conflit.
Parmi les belligérants, les Anglais et les Américains se sont préparés au bombardement stratégique. Mais l'Allemagne comme l'Italie, ont choisi de privilégier le bombardement tactique au bombardement stratégique,[réf. souhaitée] lequel a été repoussé vers le début des années 1950 par le projet de flottes de bombardiers capables de viser des cibles à huit mille kilomètres de distance.[réf. nécessaire]

## Europe

### Politique au début de la guerre
Le 1er septembre 1939, deux jours avant la déclaration de guerre de la Grande-Bretagne à l'Allemagne, Franklin D. Roosevelt, président des États-Unis (pays alors neutre au conflit), lança un appel aux principaux belligérants à limiter leurs raids aériens à des cibles militaires. Les Français et les Britanniques acceptèrent de se conformer à la demande américaine à condition « que ces mêmes règles de la guerre seront scrupuleusement respectées par tous leurs adversaires ». Le Royaume-Uni a pour politique de restreindre les bombardements aux cibles militaires et aux infrastructures comme les ports et les chemins de fer considérés comme d'importance militaire. S'il a été reconnu que les bombardements nazis ont causé des victimes civiles, le gouvernement britannique renonça au bombardement délibéré de biens civils, en dehors des zones de combat, comme tactique militaire. Les Britanniques abandonnèrent cette politique à la fin de la drôle de guerre, quand est lancée l'offensive allemande à l'ouest, à partir du 10 mai 1940.
L'Allemagne accepta de se conformer à la demande de Roosevelt et expliqua ses bombardements de Varsovie au sein de l'accord car c'était pour eux une ville fortifiée et l'Allemagne n'avait pas une politique de ciblage de civils ennemis en tant que partie de leur doctrine avant la Seconde Guerre mondiale,. La Légion Condor avait pourtant bombardé Guernica en Espagne pendant la guerre civile espagnole.

### Théâtres d'opérations et belligérants

#### Pologne

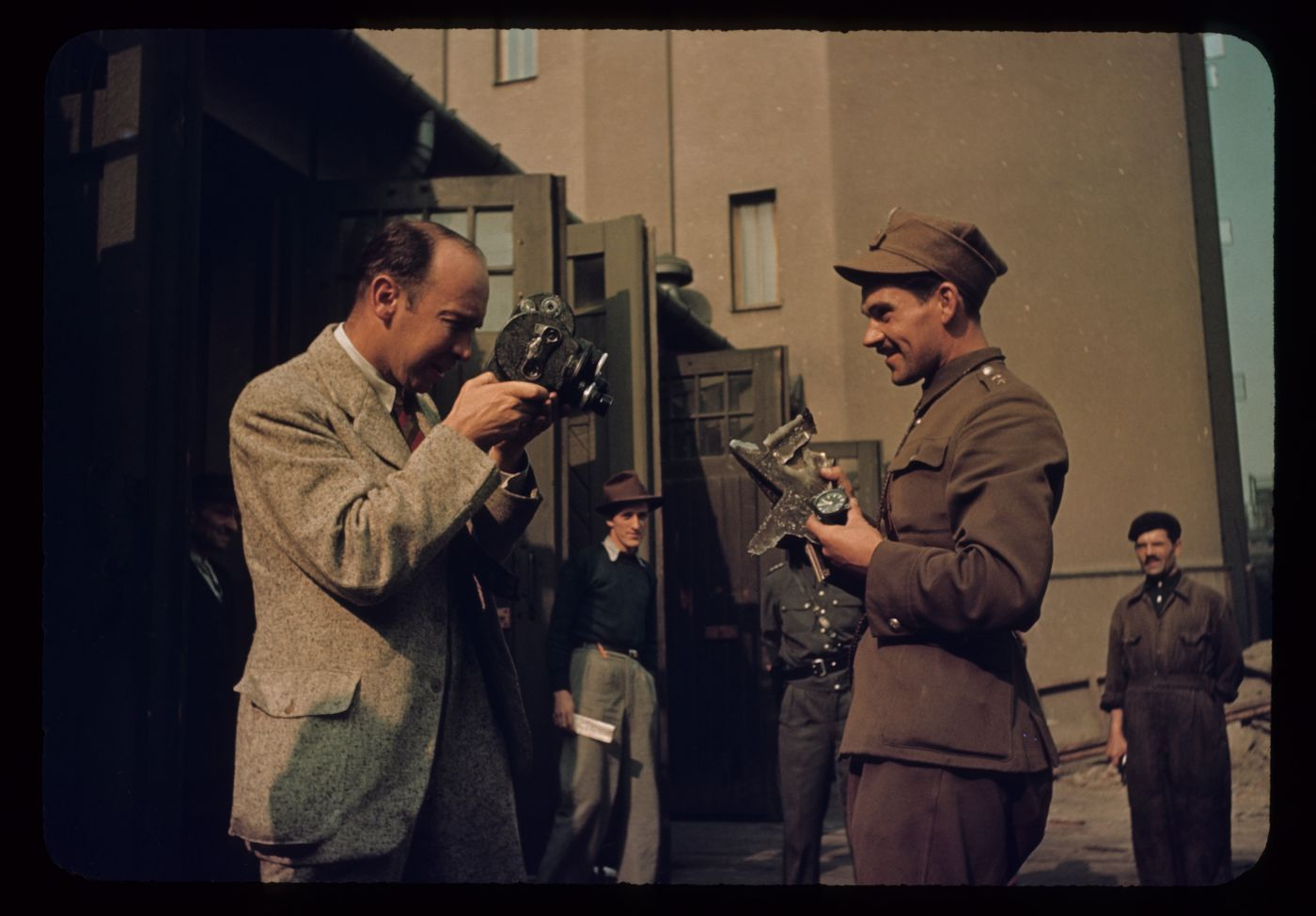
L'artillerie anti-aérienne polonaise a détruit le bombardier allemand Heinkel He 111 en septembre 1939 guerre mondiale à Varsovie.

Dès le début de la guerre, la Luftwaffe a engagé des raids aériens massifs contre la plupart des villes de Pologne : bombardements d'infrastructures civiles, d'hôpitaux, de la population civile dont des réfugiés. Les réfugiés et les troupes se mélangèrent sur les routes, subissant des pertes terribles. En particulier, l'aviation allemande a bombardé des villes comme Varsovie, Wieluń et Frampol. Les directives données à la Luftwaffe pour la campagne de Pologne étaient d'empêcher l'Armée de l'air polonaise d'influer sur le champ de bataille ou d'effectuer des attaques sur le territoire allemand. En outre, elle devait soutenir la progression des forces terrestres allemandes, directement par un bombardement tactique, et indirectement par des attaques contre les centres polonais de mobilisation, pour retarder la concentration stratégique et ordonnée des forces polonaises et empêcher toute mobilité aux renforts polonais par la destruction des voies de chemin de fer stratégiques. Des préparatifs furent faits pour une attaque concentrée (opération Wasserkante) par toutes les forces de bombardement contre des cibles à Varsovie. Le bombardement du réseau ferroviaire, des carrefours et des concentrations de troupes polonaises provoquèrent des ravages dans la mobilisation polonaise, alors que les attaques contre les cibles civiles et militaires dans les villes perturbèrent le commandement et les moyens de contrôle par la destruction du vétuste système polonais de communications. Peu de temps après, dans un délai de quelques jours, la supériorité numérique et technologique de la Luftwaffe prit le dessus sur l'armée de l'air polonaise.

#### Front de l'Ouest de 1939 à juin 1940

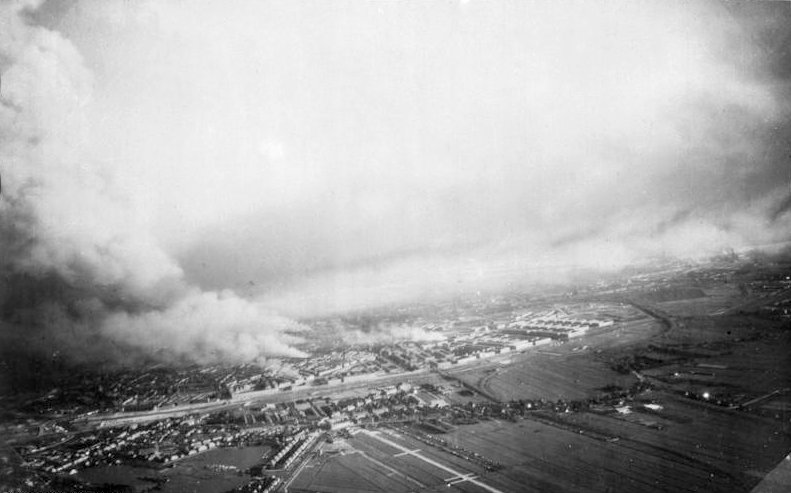
Bombardement de Rotterdam en mai 1940

Après l'invasion allemande de la Pologne et la déclaration de guerre par les Alliés, les attaques contre les forces navales de l'ennemi ne sont autorisées que si l'ennemi a bombardé l'Allemagne, à l'exception de la baie d'Heligoland, notant que « Le principe directeur doit être de ne pas provoquer l'ouverture de la guerre aérienne de la part de l'Allemagne », en revanche, la directive de Göring permet de restreindre les attaques contre les navires de guerre n'importe où[incompréhensible], ainsi que contre les navires de transports de troupes.
Le Royaume-Uni puis la France déclarent la guerre à l'Allemagne le 3 septembre. Sur le front occidental, les premiers mois du conflit sont caractérisés par la propagande de guerre : les forces aériennes des deux camps mènent une série de raids nocturnes pendant les mois d'hiver de 1939/1940. La RAF britannique bombarde les ports, les navires de guerre ainsi que les installations à Wilhelmshaven, Cuxhaven et l'île de Heligoland en Allemagne. Le 10 mai 1940, l'Allemagne envahit la Belgique, les Pays-Bas et le Luxembourg, avec l'intention de passer par les Ardennes pour porter un coup décisif à la France qui mettrait fin à la guerre. La première bombe britannique est tombée sur une ville allemande, München Gladbach, dans la nuit du 11 au 12 mai 1940 tandis que le premier bombardement sur Berlin est mené par un Farman F.223 de l'aéronautique navale française le 7 juin 1940, opération psychologique renouvelée 3 jours plus tard.
Lors de l'offensive allemande de 1940, les bombardements allemands de terreur (Rotterdam, Liège) donneront un avant-goût de ce qui sera fréquent ensuite dans les deux camps.

#### La bataille d'Angleterre

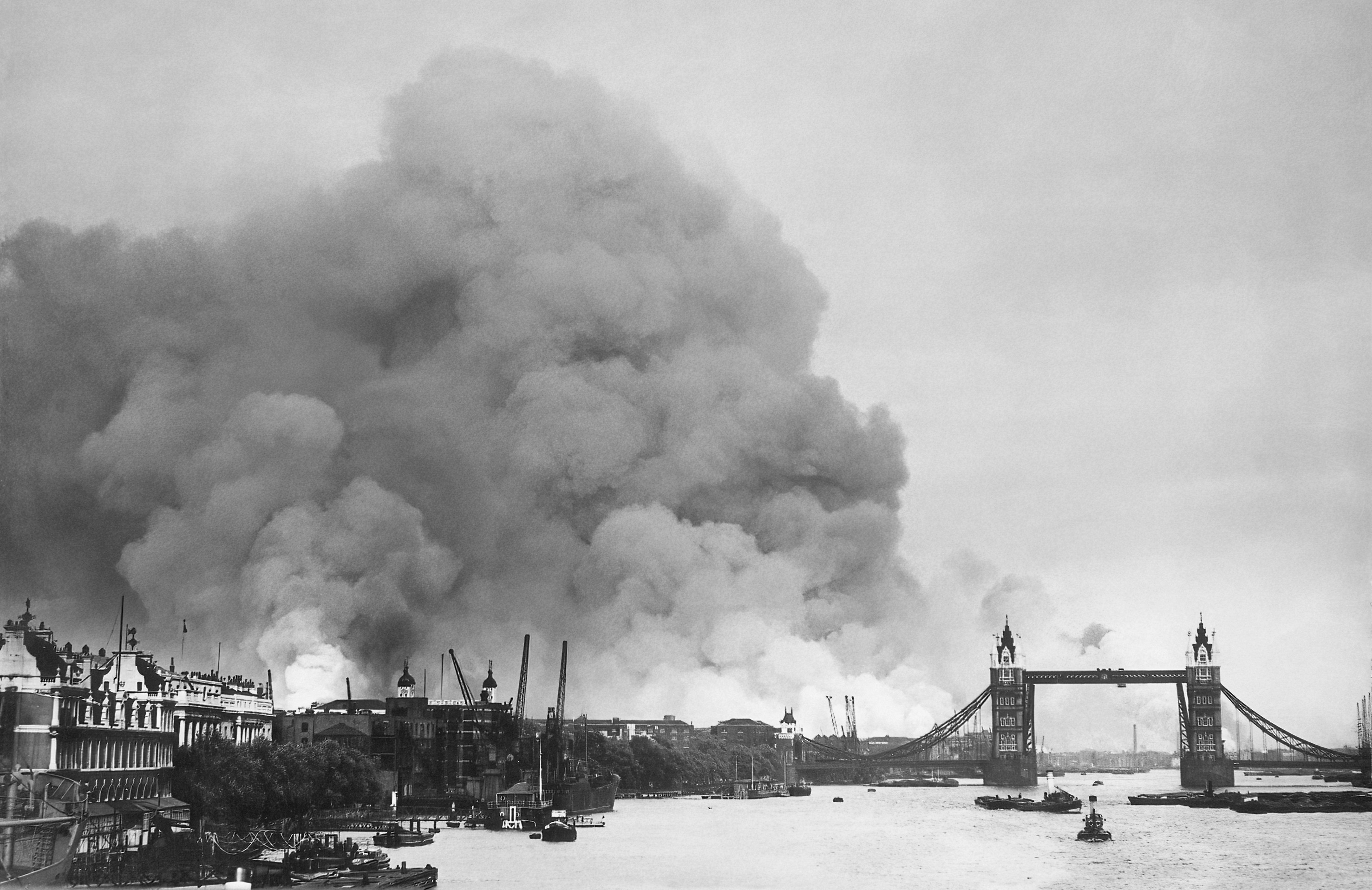
Les docks de Londres pris pour cible le 7 septembre 1940.

La bataille de France prend fin le 22 juin 1940 avec l'armistice signé entre la France et l'Allemagne ; le Royaume-Uni continue cependant le conflit. Le 10 juillet, la Luftwaffe lance une campagne de bombardement stratégique contre le Royaume-Uni, marquant le début de la bataille d'Angleterre.
La bataille a commencé par l'attaque des convois de ravitaillement britanniques, dans le but d'isoler le Royaume-Uni, tandis que Hitler demandait aux Britanniques d'accepter la paix ; ceux-ci refusèrent de négocier.
Une campagne de bombardement des terrains d'aviation du sud de l’Angleterre et d'épuisement des pilotes et appareils démarre mais un revirement stratégique allemand (après un bombardement britannique sur Berlin) a lieu, les objectifs changent et une vague de bombardement sur Londres et d'autres grandes villes britanniques, connue sous le nom de Blitz, eut lieu principalement du 7 septembre 1940 au 21 mai 1941.

#### La France sous les bombardements alliés
Lors de la Seconde Guerre mondiale, la France vaincue, un armistice est signé le 22 juin 1940 qui permet aux armées allemandes d'occuper les moitiés ouest et nord du pays. Les usines, centrales électriques, centres administratifs, réseaux ferroviaires, nœuds de communication et bases navales deviennent alors des objectifs des bombardements alliés qui sont lancés au cours de raids aériens.
| Lieu                 | Date                                           | Pertes                                                 | Dégâts                                                                           |
| -------------------- | ---------------------------------------------- | ------------------------------------------------------ | -------------------------------------------------------------------------------- |
| Amiens               | 27 et 28 mai 1944                              |                                                        |                                                                                  |
| Angers               | 28-29 mai, 8 juin, 17 juin, 17 juillet 1944    |                                                        |                                                                                  |
| Angoulême            | 15 juin, 14 août 1944                          | 136 morts                                              |                                                                                  |
| Argenteuil           | 29 avril 1942                                  |                                                        |                                                                                  |
| Aunay-sur-Odon       | 12 et 14 juin 1944                             |                                                        | Entièrement détruite par erreur                                                  |
| Avignon              |                                                |                                                        |                                                                                  |
| Billancourt          | 3 mars 1942                                    |                                                        | Usine Renault                                                                    |
| Bordeaux             | 17 mai, 24 août, 16 septembre, 5 décembre 1943 |                                                        |                                                                                  |
| Bourges              |                                                |                                                        |                                                                                  |
| Brest                |                                                |                                                        | Objectif militaire                                                               |
| Caen                 |                                                |                                                        |                                                                                  |
| Cambrai              |                                                |                                                        |                                                                                  |
| Châlons-sur-Marne    | 27 avril 1944                                  |                                                        |                                                                                  |
| Chambéry             |                                                |                                                        |                                                                                  |
| Chartres             | 26 mai 1944                                    |                                                        | Plein centre-ville                                                               |
| Châteauroux          | 6 janvier au 18 août 1944                      |                                                        | Objectif militaire                                                               |
| Châtillon-sur-Seine  | 15 mai et 15 juin 1944                         |                                                        |                                                                                  |
| Cherbourg            | 30 septembre 1941                              |                                                        | Objectif militaire                                                               |
| Chaumont             | 11 et 23 mai 1944                              |                                                        |                                                                                  |
| Clamart              | 3 mars 1942                                    |                                                        |                                                                                  |
| Clermont-Ferrand     | 16 mars 1944                                   |                                                        |                                                                                  |
| Colombes             | Mai 1944                                       |                                                        |                                                                                  |
| Cormeilles-en-Vexin  |                                                |                                                        |                                                                                  |
| Courbevoie           | 31 décembre 1943                               |                                                        | Deux usines SKF-CAM et Hispano-Suiza visées                                      |
| Le Creusot           | 17 octobre 1942, 20 juin 1943                  | 350 morts                                              | Usines Schneider visées                                                          |
| Dinan                | 15 août 1944                                   |                                                        |                                                                                  |
| Dinard               | 11 et 14 août 1944                             |                                                        |                                                                                  |
| Évrecy               | 15 juin 1944                                   | 130 morts                                              | Entièrement détruit par erreur                                                   |
| Évreux               | 23 mai-12 juin 1944                            | 196 morts                                              |                                                                                  |
| Falaise              | 7 juin 1944                                    |                                                        |                                                                                  |
| La Ferté-Bernard     |                                                |                                                        |                                                                                  |
| La Flèche            | 7 mars 1943                                    |                                                        |                                                                                  |
| Gennevilliers        | 19 juin 1944                                   |                                                        |                                                                                  |
| Gisors               | mai 1944                                       |                                                        |                                                                                  |
| Grenoble             | 26 mai 1944                                    | 27 morts                                               | Pont ferroviaire reliant Grenoble à Saint-Martin-le-Vinoux visé mais pas atteint |
| Le Havre             |                                                |                                                        |                                                                                  |
| Issy-les-Moulineaux  | 3 mars 1942                                    |                                                        |                                                                                  |
| Juvisy-sur-Orge      | 18 avril 1944                                  |                                                        |                                                                                  |
| Lille                | 10-11 mai 1944                                 |                                                        |                                                                                  |
| Limoges              | 23-24 juin 1944                                |                                                        |                                                                                  |
| Lisieux              | 6 et 7 juin 1944                               | ~800 morts                                             | Destruction complète                                                             |
| L'Isle-Adam          | 5 et 13 juillet 1944, 3 et 18 août 1944        |                                                        |                                                                                  |
| Lomme                | 10 avril 1944                                  |                                                        |                                                                                  |
| Lorient              |                                                |                                                        | Objectif militaire                                                               |
| Lyon                 | 26 mai 1944                                    | ~1000 morts                                            |                                                                                  |
| Malicorne            |                                                |                                                        |                                                                                  |
| Le Mans              | Avril 1942, 7, 8, 14 mars, 6 août 1944         |                                                        |                                                                                  |
| Mantes               | 20 avril-30 août 1944                          |                                                        | Destruction complète                                                             |
| Massy-Palaiseau      | 2 juin 1944                                    |                                                        |                                                                                  |
| Marseille            | 27 mai 1944                                    | 1752 morts, 2760 blessés                               | 1 022 maisons détruites et 8 865 endommagées                                     |
| Montbéliard          |                                                |                                                        |                                                                                  |
| Montluçon            |                                                |                                                        |                                                                                  |
| Morlaix              | 29 janvier 1943                                |                                                        |                                                                                  |
| Nantes               | 16 septembre 1943                              |                                                        |                                                                                  |
| Nice                 | 26 mai 1944                                    |                                                        |                                                                                  |
| Nîmes                | 27 mai 1944                                    |                                                        |                                                                                  |
| Nucourt              |                                                |                                                        | Objectif militaire                                                               |
| Orléans              | 19, 20, 23 mai et juin 1944                    |                                                        |                                                                                  |
| Paris                | 3 mars 1942, 26-27 août 1944                   | 189 morts, 890 blessés                                 |                                                                                  |
| Le Pont-Saint-Esprit | 15 août 1944                                   | 160 morts                                              |                                                                                  |
| Le Pecq              | 3 mars 1942                                    | 47 morts                                               |                                                                                  |
| Le Portel            | 8-9 septembre 1943                             |                                                        | Entièrement détruite par erreur                                                  |
| Poitiers             | 13, 19 et 21 juin 1944                         |                                                        |                                                                                  |
| Pontoise             | 9 et 14 août 1944                              |                                                        |                                                                                  |
| Rennes               | 24 mai 1943                                    | 171 morts civils                                       | Par erreur                                                                       |
| La Roche-Guyon       |                                                |                                                        | Par erreur                                                                       |
| Royan                | 5 janvier 1945                                 |                                                        |                                                                                  |
| Saint-Etienne        | 26 mai 1944                                    |                                                        |                                                                                  |
| Saint-Ghislain       | 14 avril et 2 mai 1944                         |                                                        |                                                                                  |
| Saint-Laurent-du-Var |                                                |                                                        |                                                                                  |
| Saint-Leu-d'Esserent | 17 mars-30 août 1944                           |                                                        | Objectif militaire                                                               |
| Saint-Lô             | 6-7 juin 1944                                  | 1270 morts                                             | Destruction complète                                                             |
| Saint-Malo           |                                                |                                                        |                                                                                  |
| Saint-Nazaire        | 9 novembre 1942                                | 186 morts, dont 134 apprentis des chantiers de Penhoet | Objectif militaire                                                               |
| Saint-Omer           | 13 mai 1943 et 25 juin 1944                    |                                                        | Par erreur                                                                       |
| Saint-Quentin        | 2 mars 1944                                    |                                                        | Par erreur                                                                       |
| Sartrouville         | 27-28 mai, 24 juin 1944                        |                                                        |                                                                                  |
| Sisteron             | 15 août 1944                                   |                                                        |                                                                                  |
| Sochaux              | 15-16 juillet 1944                             | 120 morts, 250 blessés                                 | Usine Peugeot visée mais pas atteinte                                            |
| Solesmes             | 9 mai 1944                                     |                                                        |                                                                                  |
| La-Suze-sur-Sarthe   |                                                |                                                        |                                                                                  |
| Tilly-la-Campagne    |                                                |                                                        | Population évacuée par la Wehrmacht avant l'attaque                              |
| Toulouse             | 6 avril et 25 juin 1944                        |                                                        |                                                                                  |
| Tours                | 19-20 mai 1944                                 |                                                        |                                                                                  |
| Trappes              | 6-7 mars 1944                                  |                                                        |                                                                                  |
| Versailles           | 24 juin 1944                                   |                                                        |                                                                                  |
| Le Vésinet           | 3 mars 1942, 28 mai et 1er juin 1944           |                                                        |                                                                                  |
| Vierzon              | 1er juillet 1944                               |                                                        |                                                                                  |
| Villejuif            | 3 mars 1942                                    |                                                        |                                                                                  |
| Vire                 |                                                |                                                        |                                                                                  |

Beaucoup de ces bombardements de centres historiques de villes importantes sont justifiés comme ayant ciblé une gare afin d'interrompre le trafic ferroviaire, ce qui pouvait se faire aussi bien en détruisant des ouvrages d'art dans la campagne[réf. nécessaire]. D'autres auraient eu pour cible des usines situées plus ou moins à proximité et produisant pour l'armée allemande ; on sait que les usines Ford et General Motors en Allemagne n'ont jamais été bombardées.
Les ports comme Lorient, Brest, Saint-Nazaire, Bordeaux ou Le Havre qui abritent des bases des sous-marins ou des bases navales allemandes utilisées dans la Bataille de l'Atlantique, constituent des cibles militaires. L'objectif pour les Anglo-Américains est naturellement de détruire ces bases, mais aussi de les isoler en détruisant l'ensemble d'une ville française avec toute sa population civile[réf. nécessaire]. Toutefois, comme le rapporte A. Knapp (p. 83) ; ces destructions de zones urbaines ne gêneront pas les Allemands qui ont rapidement rapatrié hors des villes les ateliers dans les bases et déplacé les lieux de casernements pour les équipages.
Puis sont visées des usines travaillant pour l'armée allemande comme les usines Renault de Boulogne-Billancourt, bombardées en mars 1942, puis en avril 1943. Les gares de chemin de fer située dans des villes importantes deviennent également des objectifs pour les alliés qui cherchent à empêcher les Allemands d'utiliser le réseau ferroviaire pour leurs transports de troupes. 350 missions de bombardements auront lieu visant des objectifs sur le sol français de 1942 à 1943.

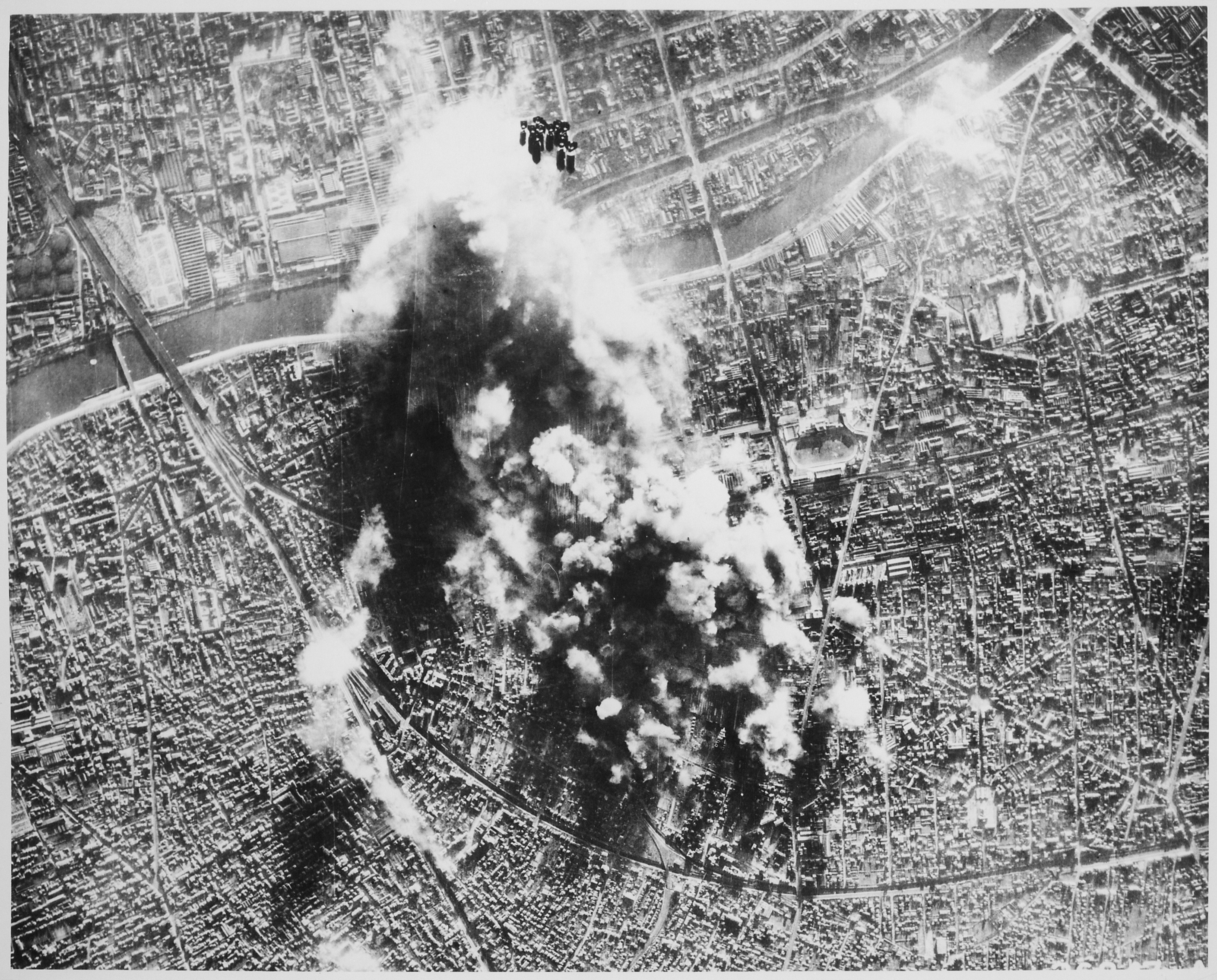
Bombardement américain sur Courbevoie, 31 décembre 1943. Deux usines sont visées (SKF-CAM et Hispano-Suiza) ; la zone bombardée est visiblement beaucoup plus étendue.

Les quartiers ou villes aux alentours des objectifs ne sont pas épargnés (ainsi lors du bombardement de Boulogne-Billancourt, Le Vésinet situé à 10 km est touché, le centre historique de Rouen est détruit lors de l'attaque visant la gare de Sotteville-lès-Rouen).
La préparation des débarquements (Normandie et Provence) va provoquer une intensification considérable des bombardements visant les gares de triage, les nœuds routiers sur presque tout le territoire français, ainsi le bombardement du 26 mai 1944 touche Chambéry, Grenoble, Lyon, Nice, Saint-Laurent-du-Var et Saint-Étienne. Nantes, Marseille, Cambrai, Tours, Lisieux, Lille, Nîmes, etc. vont également subir les bombardements alliés provoquant de nombreux morts civils et la destruction de quartiers entiers.
Dans le cadre de l'opération Fortitude consistant à faire croire que le Nord sera la zone de débarquement, de nombreux bombardements touchent la région du Nord et des villes sans importance militaire comme Le Portel dans le Pas-de-Calais sont écrasées sous les bombes faisant plus de 500 morts.
Avec 68 778 victimes (bilan avancé par l'historien Eddy Florentin, dans Son ouvrage " Quand les Alliés bombardaient la France " paru à Paris, aux éditions Perrin en 1997) et 550 000 tonnes de bombes déversées (soit 20 % des bombardements alliés), la France est, après l'Allemagne, le second pays le plus touché par les bombardements alliés de 1940 à 1945 sur le Front de l'Ouest.
Mais si les objectifs sont compris par la population française, celle-ci s’interroge sur le fait que des quartiers ou des villes sont détruits sans que parfois l’objectif initial soit atteint.
Ainsi les bases navales des ports français constamment bombardées tiennent, pour certaines, jusqu'à la fin de la guerre, mais les villes les abritant comme le Havre, Lorient, Brest ou Saint-Nazaire sont rasées par les bombardements alliés. À titre d'exemple, le centre de la ville de Nantes en 1943 est anéanti sans que l'objectif de la zone portuaire ait été pleinement atteint.
Pourtant l'unanimité ne s'est pas faite entre les Alliés sur les bombardements touchant le sol français. Le " field marshall " britannique, commandant de la RAF, Arthur Travers Harris ne les approuve pas, préférant réserver ses forces pour les bombardements de l'Allemagne.
En 1944, Churchill, inquiet de l'évolution de l'opinion française touchée par la propagande de Vichy et averti par la résistance française exaspérée par les destructions touchant les villes et le nombre de victimes civiles, demande à Eisenhower de réduire les bombardements au minimum mais reçoit une fin de non-recevoir des autorités américaines.
Entre Anglais et Américains, la méthode diffère. Les Anglais préfèrent les bombardements de nuit pour limiter les pertes en équipages et en avions tandis que les Américains bombardent de jour et à haute altitude, dans des formations (boxes) où les appareils se protègent les uns les autres.
C'est donc une France en partie détruite par leur aviation que les puissances alliées vont libérer. Dans l'euphorie de la victoire, la question de l’efficacité et de l’utilité de certains de ces bombardements ne sera pas posée.

#### L'Italie sous les bombardements alliés
L'Italie, d'abord comme membre de l'Axe, puis comme pays occupé par l'Allemagne, a été très lourdement bombardée par les forces alliées pendant toute la durée de la guerre. Dans le nord de l'Italie, après des bombardements de petite envergure visant principalement les usines, et ne causant que peu de dégâts et de pertes, le Bomber Command de la RAF lança une première campagne de bombardement de grande envergure sur Milan, Turin et Gênes, les villes du « triangle industriel » italien, à l'automne 1942. Ces trois villes subirent de très lourds dégâts, faisant des centaines de victimes civiles, bien que les effets furent moins désastreux que ceux subis par les villes allemandes, principalement parce que les villes italiennes avaient des centres-villes construits de briques et de pierres, tandis que les centres-villes allemands étaient construits avec des structures en bois. Milan et Turin furent à nouveau bombardées en février 1943. Les raids les plus violents ont eu lieu en juillet 1943 où 295 bombardiers ont largué 763 tonnes de bombes sur Turin, tuant 792 personnes, et en août 1943. En août, les trois villes ont à nouveau été bombardées, 843 bombardiers ont largué 2 268 tonnes de bombes sur Milan, causant au moins 900 victimes. Ces attaques ont causé des dégâts considérables et ont poussé la plupart des habitants à fuir. La seule autre ville d'Italie à avoir été soumise à des bombardements intensifs de zone a été La Spezia, lourdement bombardée par le RAF Bomber Command en avril 1943, avec des pertes humaines légères  mais des dégâts massifs : 45 % des bâtiments ont été détruits ou fortement endommagés. Seulement 25 à 30 % des constructions de la ville n'ont pas été touchées et sont restées intactes.
En 1944 et 1945, les villes de Milan, Turin et Gênes ont été bombardées à nouveau par des bombardiers américains de l'USAAF, qui visaient principalement des usines et des gares de triage. Néanmoins, l'imprécision de ces bombardements provoqua de nouvelles destructions dans de vastes zones. À la fin de la guerre, environ 30 à 40 % des bâtiments de chacune des trois villes étaient détruits. À Milan comme à Turin, moins de la moitié de la ville est restée intacte,. 2 199 civils ont été tués lors des bombardements sur Turin (it) et plus de 2 200 lors des bombardements sur Milan (it). Plusieurs autres villes du nord de l'Italie subirent de gros dégâts et de lourdes pertes à la suite des bombardements américains de l'USAAF, censés viser les usines et les gares mais trop souvent imprécis :
- Bologne : les bombardements sur Bologne (it) ont fait 2 481 victimes civiles[51],
- Padoue : les bombardements sur Padoue (it) ont fait environ 2 000 victimes civiles[52],
- Rimini : 98 % de la ville a été détruite ou endommagée[53],
- Trévise : 1 600 civils tués dans le bombardement du 7 avril 1944, 80 % de la ville détruite ou endommagée[54],
- Trieste : 463 victimes dans le bombardement du 10 juin 1944[55]
- Vicence : les bombardements sur Vicence (it) ont fait 317 victimes le 18 novembre 1944.

Dans le sud de l'Italie, après des bombardements à petite échelle de la RAF, plus fréquents que dans le nord du pays, l'USAAF a commencé sa campagne de bombardements en décembre 1942. Ils visaient principalement les installations portuaires, les gares, les usines et les aéroports mais, l'imprécision des attaques a causé d'importantes destructions et de nombreuses pertes civiles. Parmi les villes les plus durement touchées, on trouve
- Naples : 6 000 victimes civiles[56],
- Messine : plus d'un tiers de la ville détruite[57] et seulement 30 % des bâtiments sont restés intacts,
- Reggio de Calabre,
- Foggia : des milliers de victimes civiles,
- Cagliari : 416 habitants tués dans les bombardements de février 1943, 80 % de la ville endommagée ou détruite,
- Palerme,
- Catane,
- Trapani : 70 % des bâtiments endommagés ou détruits[58]).

L'Italie centrale est restée indemne pendant les trois premières années de la guerre mais, à partir de 1943, elle a été lourdement bombardée par l'USAAF, avec de gros dégâts, généralement dus à l'imprécision des bombardements dans un certain nombre de villes dont :
- Livourne : 57 % de la ville détruite ou endommagée, plus de 500 victimes civiles en juin 1943,
- Civitavecchia,
- Grosseto,
- Terni : 1 077 victimes[59],
- Pise : 1 738 victimes[60],
- Pescara : entre 2 200 et 3 900 victimes,
- Ancône : 1 182 victimes[61],
- Viterbe : 1 017 victimes[62],
- Isernia : environ 500 victimes le 11 septembre 1943.
- Rome, la capitale italienne, a été bombardée à plusieurs reprises. Seuls le centre historique et le Vatican furent épargnés, mais les faubourgs subirent de lourds dégâts et comptèrent entre 3 000 et 5 000 victimes civiles.
- Florence a subi également des bombardements dans la périphérie de la ville, 215 personnes ont été tuées le 25 septembre 1943, alors que le centre historique n'a pas été bombardé.
- La ville de Venise n'a jamais été bombardée.

En Dalmatie, l'enclave italienne de Zadar, dont le port servait de base à la marine royale italienne, a subi d'importants bombardements (it) qui ont détruit 60 % de la ville faisant environ 1 000 victimes parmi ses 20 000 habitants, poussant la majeure partie de la population à fuir vers l'Italie continentale. Après la guerre, la ville a été rattachée à la Yougoslavie.
À l’exception de Rome, Venise, Florence, Urbino et Sienne, les dommages au patrimoine culturel en Italie ont été généralisés.

#### La Belgique sous les bombardements alliés
Les bombardements aériens sur la Belgique, en 1944, ont été réalisés par des avions anglais et américains. Il y a eu deux phases de bombardements alliés : au printemps 1944, lors de la préparation du débarquement en Normandie; puis, à partir du 15 août, à l’approche de la libération.
En 1944, les Britanniques craignaient que le débarquement ne se solde par des pertes importantes et, dès lors, au printemps, on a bombardé les axes où les Allemands pouvaient amener des renforts : l’axe Liège - Namur - Hainaut. Ils visaient les nœuds routiers stratégiques et les gares de triage.
C’est le Hainaut qui a subi le plus de bombardements, vu que le réseau de voies ferrées y était très dense.
La Louvière a subi 7 bombardements entre le 23 mars et le 22 mai, et un 8ème le 25 août, quelques jours avant la Libération. Ils visaient les gares de formation de Haine-Saint-Pierre et de La Louvière-Bouvy mais, dans la population civile, ces raids ont fait 105 tués et 127 blessés hospitalisés. On a compté 259 maisons anéanties, 348 autres inhabitables, 3.108 partiellement détruites, 114 rues atteintes et 4 usines endommagées.
À Ottignies, un nœud ferroviaire important a été ciblé le 21 avril.
À Liège, le 9 mai, près de la gare de triage de Kinkempois, le vicaire Alexis Compère, a été tué dans son église détruite.
À Bruxelles, l’aérodrome d’Evere et la gare de Schaerbeek ont été visés mais, le 3 août 1944, une des bombes perdues détruit un abri au centre du square Ambiorix et fera 50 morts dont 32 enfants.
À Namur, le bombardement du 18 août 1944 des ponts sur la Meuse par les avions anglais et américains a été un échec particulièrement marquant. Il y a eu 300 tués parmi les civils alors que les ponts sont restés quasiment intacts.

#### L'Allemagne plus tard dans la guerre
La période de calme a pris fin en avril 1942 lorsque, à la suite d'une attaque destructrice de la RAF sur la ville médiévale hanséatique de Lübeck, Adolf Hitler a ordonné à la Luftwaffe de riposter. En janvier 1944, l'opération Steinbock est une nouvelle tentative de briser le moral britannique sous les bombes mais sera un échec.
En raison de l'infériorité numérique et qualitative des bombardiers allemands et de l'incapacité de la Luftwaffe à escorter efficacement les bombardiers, le seul moyen restant à la stratégie d'attaque de l'Allemagne se trouvait dans des bombardements visant à terroriser les populations par l'utilisation d'armes de représailles (V1 bombe volante et V2, missile balistique). Du 13 juin au 8 septembre 1944, ils sont utilisés pour bombarder, principalement, Londres et des villes du sud de l'Angleterre. Ces armes de représailles seront aussi utilisées contre Paris, Liège, Lille et Anvers.
Une partie de la force de bombardement britannique et américaine a été réorientée vers l'éradication de la menace de ces armes de représailles dans ce qui fut plus tard connu sous le nom de l'opération Crossbow. Le site où était développé le V2 a été frappé préventivement par un raid britannique sur Peenemünde (Opération Hydra), en août 1943.

#### Le Royaume-Uni plus tard dans la guerre

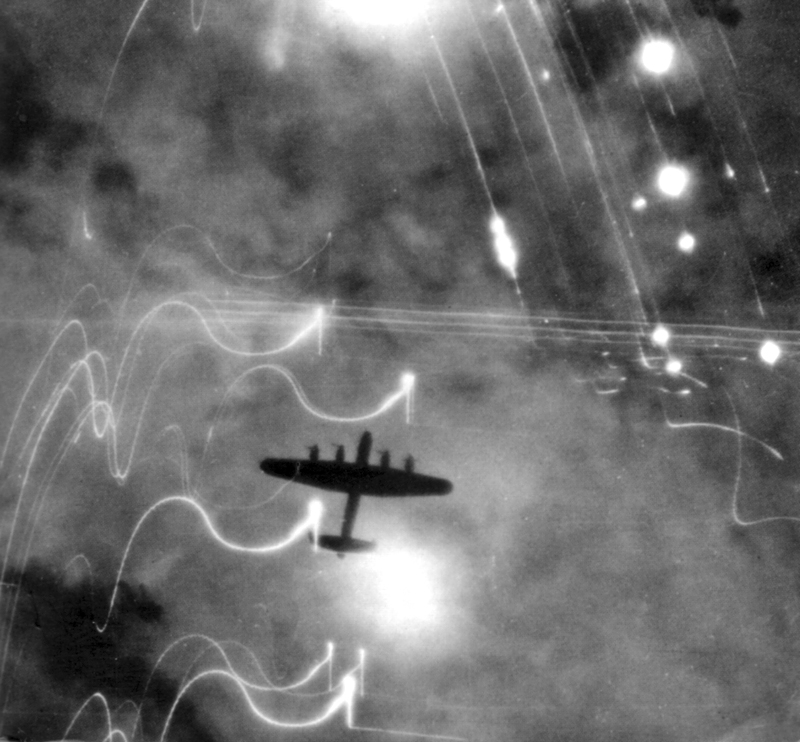
Un bombardier Lancaster au-dessus de Hambourg (Allemagne)

Le 14 février 1942, la directive no 22 a été émise au Bomber Command. Le bombardement a été « axé sur le moral de l'ennemi dans la population civile et en particulier des travailleurs de l'industrie »[réf. nécessaire]. Les usines ne sont plus les objectifs[réf. nécessaire]. Une campagne moins connue, utilisant des ballons incendiaires, appelée Opération Outward, a également eu lieu de 20 mars 1942 et le 4 septembre 1944.
Les effets des bombardements stratégiques ont été très mal compris à l'époque et largement surestimés[réf. nécessaire]. Particulièrement dans les deux premières années de la campagne, malgré l'exemple qu'a montré le Royaume-Uni en surmontant le blitz, peu ont compris à quel point les dommages causés étaient surévalués et la capacité des Allemands à remplacer ou remettre en état les outils de production a été sous estimée.
Par contre la perturbation du système de transport allemand a été assez étendue.[C'est-à-dire ?] Malgré les efforts allemands pour minimiser la perte de la productivité industrielle grâce à la dispersion des installations de production, ainsi qu'à la forte utilisation de main-d'œuvre esclave, le régime nazi a connu un déclin de sa capacité à fournir du matériel. En outre, la Luftwaffe a été considérablement affaiblie au cours de son effort de défense, si bien que dès la mi 1944, les Alliés ont obtenu la supériorité aérienne de jour, qui sera essentielle à la réussite des forces alliées en Normandie et les opérations jusqu'à la fin de la guerre[réf. nécessaire].

#### Bombardements soviétiques

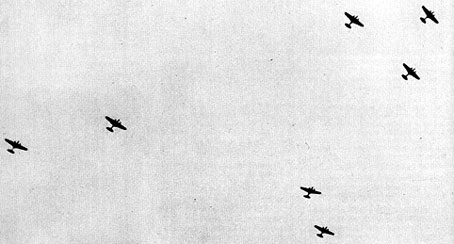
Formation de SB-2 survolant Helsinki durant la guerre d'Hiver.

Les forces de bombardiers de l'armée de l'air soviétique étaient les plus importantes numériquement au monde durant les années 1930 mais leurs performances aux combats furent faibles lors des attaques contre les villes.
Le 30 septembre 1939, au déclenchement de la guerre d'Hiver, Helsinki est bombardé par la flotte soviétique, faisant 80 tués.
Le bombardier Petliakov Pe-8 est le seul quadrimoteur soviétique construit durant la Seconde Guerre mondiale. Les Pe-8 effectuèrent dès juillet 1941 des attaques sur l'Allemagne et bombardèrent Berlin pendant la nuit du 10 au 11 août 1941. Ce bombardement, qui n'eut que très peu d'effet, avait un but de propagande plutôt que strictement militaire. Sur les 91 appareils de série, 53 ont été perdus, au combat ou par accident, entre 1940 et août 1944. Les appareils restants furent retirés des actions de première ligne en 1944 devant l'amélioration de la chasse de nuit allemande.
En février 1944, trois grands raids sont lancés contre Helsinki mais échouent grâce à la défense antiaérienne finlandaise. Seule 670 des 16 490 bombes - environ 2 600 tonnes - tombent sur la ville faisant environ 150 tués.

#### Bombardements américains

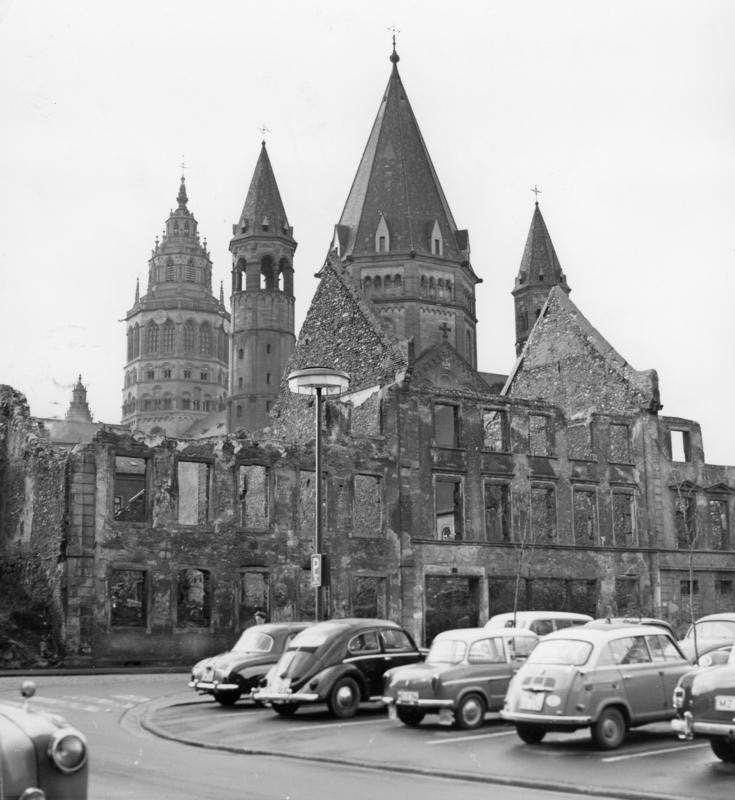
Ruines devant la cathédrale Saint-Martin de Mayence (1961)

À la mi 1942, l'armée de l'air des États-Unis (USAAF) est arrivée au Royaume-Uni et a effectué quelques raids à travers la Manche contre l'Allemagne. En janvier 1943, lors de la conférence de Casablanca, il a été convenu que les opérations du Bomber Command de la RAF contre l'Allemagne serait renforcées par l'USAAF via des opérations combinées dans un cadre offensif (Opération Pointblank). Le chef de la Royal Air Force, Charles Portal a été nommé responsable de la « direction stratégique » des opérations menées par les bombardiers britanniques et américains. Le texte de la directive Casablanca indique : « Votre objectif principal sera la destruction progressive et la dislocation de l'armée allemande, de l'industrie et du système économique ainsi que de saper le moral du peuple allemand, à un point où leur capacité de résistance armée en sera mortellement affaiblie ». Au début de l'offensive de bombardement stratégique combiné, le 4 mars 1943, 669 bombardiers lourds de la RAF et 303 bombardiers lourds de l'USAAF sont disponibles.
Les deux campagnes, par l'USAAF de jour, par la RAF de nuit, consistent en des bombardements massifs des zones industrielles allemandes, notamment la région de la Ruhr, suivie directement par les attaques sur des villes telles que Hambourg, Kassel, Pforzheim, Mayence. Les gravats issus des ruines dans ces métropoles allemandes ont plus tard été entreposés dans des collines artificielles, appelées Schuttberg en allemand.
Seront également visés les sites pétroliers roumains de Ploesti (notamment depuis l'Italie), Schweinrfurt à cause de ses usines de roulements à billes, Peenemunde où se trouvaient les sites d'essais des V1 et V2, les villes possédant des U-bunker d'où partaient les U-boots (Hambourg, Kiel, et villes françaises) et toute ville où était implanté une activité participant à l'effort de guerre.

### Efficacité
Beaucoup de doutes subsistent sur l'efficacité des bombardements stratégiques, il est prouvé que la production industrielle allemande a augmenté tout au long de la guerre malgré les bombardements.[réf. nécessaire] Il faut aussi préciser que la production a également augmenté aux États-Unis, au Royaume-Uni, en Union soviétique, au Canada et en Australie, une partie de ces pays n'ayant jamais subi de bombardements. Dans tous ces pays, le taux de production a augmenté beaucoup plus rapidement qu'en Allemagne mais jusqu'à la nomination d'Albert Speer qui va rationaliser et standardiser la production, l'industrie allemande n'était pas organisée spécifiquement pour la guerre et continuait à fournir une production de grande qualité nécessitant la mobilisation de beaucoup de main d’œuvre.[réf. nécessaire] Les attaques sur les infrastructures en ont détruit certaines, mais dans certains cas[Lesquels ?] la capacité de production a été rétablie extrêmement rapidement (de quelques jours à quelques heures).[réf. nécessaire] Les attaques sur les canaux et les voies de chemin de fer de l'Allemagne ont, efficacement, rendu les conditions de transport de matériel difficiles. Les attaques sur les sites de production de pétrole, les raffineries de pétrole et les citernes ont été efficaces et ont largement contribué à l'effondrement général de l'Allemagne en 1945.
La qualité des bombardements est aussi sujet à questionnement. Ainsi, en août 1941, le rapport Butt (en) — une étude britannique sur les raids de bombardement des deux mois précédents —, montre que seul un tiers des appareils engagés réussit à larguer ses bombes dans un rayon de moins de 8 kilomètres autour de la cible. Si l'on ne prend en compte que les raids sur l'Allemagne, la proportion passe à un quart. Si l'on ne prend que les raids visant la Ruhr, la proportion est d' un sur dix. En réponse à ce rapport, le chef de la RAF préconisera de privilégier le bombardement de zone ("area bombing") plutôt que le bombardement précis de cibles choisies, parallèlement à la mise au point d'aides à la navigation plus précises.

### Effet sur le moral

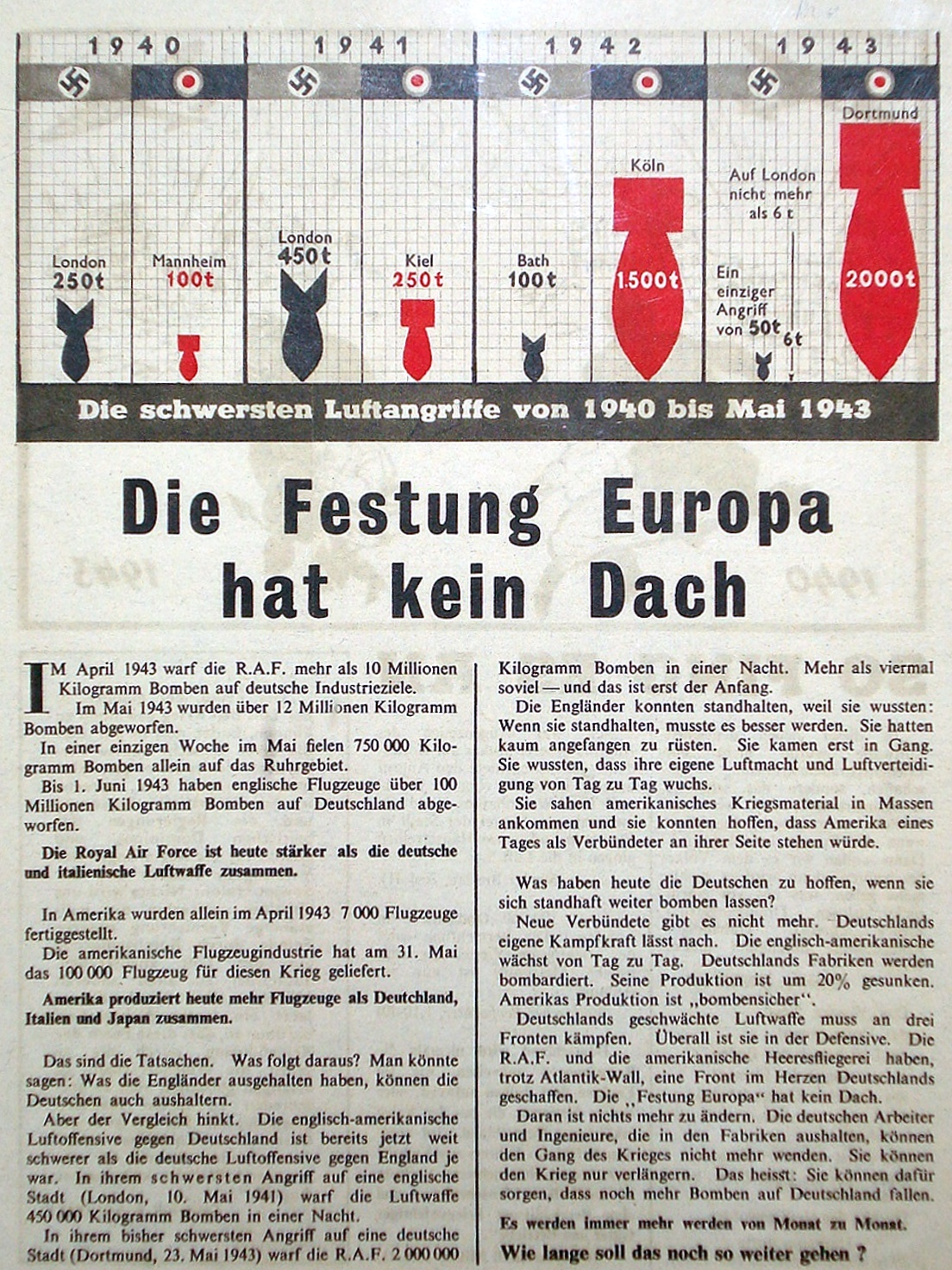
Tract de propagande britannique lâché sur Essen (Allemagne) après un raid de la RAF en mars 1943. Titre : « La forteresse Europe n'a pas de toit ». Imperial War Museum, Londres

On peut se demander si le bombardement « de terreur » mérite le qualificatif de stratégique, en effet bien que destiné à « briser la volonté de l'ennemi », il a abouti le plus souvent à un résultat inverse, la propagande se chargeant de montrer l'horreur du geste et d'attiser la colère de la population.
Le Blitz allemand et les autres raids aériens du début de la guerre n'ont pas eu raison du moral des Britanniques. Les travailleurs britanniques ont tenu bon et ont continué de travailler tout au long de la guerre, notamment parce que, malgré le rationnement, la nourriture et les autres fournitures de base sont restées disponibles partout.
La stratégie des bombardements massifs et répétés contre l'Allemagne par la RAF et l'USAAF (de jour comme de nuit : « Bombs around the clock »), bien que plus générale, permanente et plus intense que celle subie par la Grande-Bretagne, n'a pas réussi, elle non plus, à briser le moral de la population.

### Statistiques 1939-1945 des bombardements alliés
- En mi-1943, un raid de bombardement de la RAF comprend typiquement 750 bombardiers. Le taux de pertes tourne autour de 5 %, soit en moyenne 37 avions et 260 aviateurs perdus par mission[70].

- Un raid de bombardement américain, fait par la 8th Air Force en 1944, comprenait souvent de 1 000 à 1 200 quadrimoteurs avec une escorte de 800 chasseurs. Le matériel utilisé représente 420 millions de dollars américains de l'époque (5,49 milliards valeur 2012) ; les pertes, le carburant, les munitions, l'équipement consommable coûtaient 12 millions de dollars de 1944 (156 millions valeur 2012). Et en 1944, la 8th Air Force réalise plus de 400 000 missions, perdant plus de 4 000 avions[71]. Moins de 7 % des bombes larguées ont atterri à moins de 1 000 pieds ou 305 m d'une cible spécifique, moins de 20 % à moins de 2 500 pieds ou 762 m.

- Les bombardements anglo-américains sur la France font près de 68 800 morts entre 1941 et 1945, au sein de la population civile[72],[73].

|         | Sorties | Pertes |
| ------- | ------- | ------ |
| de nuit | 297 663 | 7 449  |
| de jour | 66 851  | 876    |

| Année | RAF Bomber Command (tonnes) | US 8th Air Force (tonnes) |
| ----- | --------------------------- | ------------------------- |
| 1939  | 31                          | —                         |
| 1940  | 13 033                      | —                         |
| 1941  | 31 504                      | —                         |
| 1942  | 45 561                      | 1 561                     |
| 1943  | 157 457                     | 44 165                    |
| 1944  | 525 518                     | 389 119                   |
| 1945  | 191 540                     | 188 573                   |
| Total | 964 644                     | 623 418                   |

|                                    | Tonnes    | %      |
| ---------------------------------- | --------- | ------ |
| 8th Air Force (chasseurs compris)  | 692 918   |        |
| 9th Air Force                      | 225 799   |        |
| 12th Air Force                     | 207 367   |        |
| 15th Air Force (chasseurs compris) | 312 173   |        |
| 1st Tactical Air Force             | 25 166    |        |
| Total USAAF                        | 1 463 423 | 52,8 % |
| Bomber Command                     | 1 066 141 |        |
| Fighter Command                    | 3 910     |        |
| 2nd Tactical Air Force             | 69 138    |        |
| Théâtre Méditerranéen              | 167 928   |        |
| Total RAF                          | 1 307 117 | 47,2 % |
| Total général                      | 2 770 540 | 100 %  |

- Une comparaison entre le tonnage de bombes larguées et le nombre de victimes civiles montre qu'il faut, approximativement, une tonne de bombes[76] pour tuer un Britannique, trois pour un Allemand, six pour un Italien et neuf pour un Français[77]. Cela ne doit pas être traduit comme illustrant des capacités de résistance, mais les effets des différents types de bombardements, en particulier en France, moins soumise aux bombardements de zone courants en Allemagne[77]. En octobre 1942, un document établit même « une distinction entre ce qui est admissible lors des bombardements en France et autres territoires occupés, et ce qui l'est lors des attaques sur l'Allemagne »[77].

### Bombardements stratégiques (sites industriels et militaires)
Les villes et leur potentiel de main d'œuvre humaine, leurs sites industriels et les camps de prisonniers n'ont pas été les seuls sites stratégiques visés en Europe. On peut encore citer les infrastructures routières, les infrastructures militaires, les infrastructures industrielles, les barrages, etc.[réf. nécessaire].

### Liste de bombardements alliés sur des villes
En ce que concerne les pertes humaines, la plupart des chiffres ci-dessous ne sont pas sourcés : il convient de lire les articles correspondant pour savoir s'il s'agit de chiffres donnés par la propagande du régime nazi (et souvent repris tels quels par la Croix-Rouge de l'époque), par les régimes communistes après la guerre (qui cherchaient à dénigrer le bloc occidental), par des historiens révisionnistes, par des historiens ayant repris les chiffres de la Croix-Rouge en les croyant fiables, ou par des commissions d'historiens qui ont plus récemment établi que les chiffres communiqués par les nazis puis par les communistes avaient souvent exagéré par un facteur 10 l'ampleur de ces pertes humaines.
- 7 novembre 1940 : bombardement de la RAF sur les usines de munitions Krupp d'Essen.
- 8 mars 1942 : bombardement d'Essen, suivi de divers raids incendiaires sur quatorze villes de la Ruhr.
- 29 mars 1942 : bombardement de Lübeck, ville de 153 000 habitants, 1er bombardement massif d'une grande ville, qui prit d'abord pour cible le centre-ville.
- 29 avril 1942 : bombardement de Rostock pendant huit nuits d'affilée.
- 30 mai 1942 : bombardement de Cologne, ville de 700 000 habitants par 1047 bombardiers, tuant entre 469 et 486 personnes ;
- 17 octobre 1942 : bombardement du Creusot ;
- Mars - juillet 1943 : bataille de la Ruhr ;
- 20 juin 1943 : bombardement du Creusot ;
- 24 juillet 1943 : opération Gomorrhe sur Hambourg, tuant 40 000 habitants, et en blessant 80 000 ;
- 3 - 4 septembre 1943 : la RAF bombarde Berlin [79].
- 6 septembre 1943 : bombardement de Strasbourg (Alsace annexée)
- 15 septembre 1943 et 23 septembre 1943 : bombardements de Nantes;
- 1er novembre 1943 : à partir de cette date, la 15th USAAF peut bombarder d'Italie ; le sud de l'Allemagne, et surtout les gisements pétrolifères de Ploesti, en Roumanie [80].
- 18 novembre 1943 au 31 mars 1944 : bataille aérienne de Berlin.
- 20 - 25 février 1944 : la Big Week (« La Grosse semaine »), raids de l'US Air Force contre l'industrie aéronautique allemande.
- 8 mars 1944 : bombardement de Rennes, 274 civils tués, 172 civils blessés, 137 immeubles détruits et 2 568 immeubles endommagés, enterrement des 274 morts en présence de Pierre Cathala, ministre de Vichy ;
- 13 mars 1944 : représailles allemandes contre les bombardements stratégiques britanniques : les premiers missiles V1 sont lancés sur Londres. Environ 3 000 engins V1 et V2 ont été tirés au total, qui feront quelques dizaines de morts.
- 30 mars 1944 : bombardement de Nuremberg - 19 avril 1944 (900 morts), 30 mai 1944 au 9 juin 1944 (1600 morts).
- 1er mai 1944 et 25 mai 1944 : bombardements du quartier du Sablon de Metz (Moselle annexée) voisin de la gare de triage (93 morts et 41 morts)
- 20 mai 1944 : bombardement du quartier ferroviaire de Tours faisant 143 morts, au moins 276 maisons totalement détruites et 1 000 partiellement atteintes, au moins 6 000 sans-abri[81].
- 6 juin 1944 : débarquement de Normandie
- 6 juin 1944 : bombardement de Caen pendant 78 jours d'affilée, détruisant plus de 75 % de la ville ;
- 9 juin 1944, 12 juin 1944 et 17 juin 1944 : bombardement de Rennes ;
- 13 juin 1944 et 13 juin 1944 : bombardement de Vannes ;
- 13 juin 1944 : bombardement d'Évreux, destruction de tout le centre-ville ancien ;
- 24 juin 1944 : bombardement de Rouen faisant 3 500 morts dont aucun Allemand, 30 000 sans-abris et 9 500 immeubles détruits.
- 11 août 1944 : bombardement de Strasbourg (Alsace annexée)
- 25 août 1944 : date de la Libération de Paris
- 5 septembre 1944 : bombardement du Havre, le colonel Bruckhart Wildermuth, commandant allemand d'une garnison assiégée depuis 12 jours, avait demandé que soit évacuée toute la population civile de la ville, mais les Britanniques ont refusé. Il a fait rassembler les 40 000 civils dans le centre historique du Havre, et garanti aux Alliés qu'il n'y aurait pas de soldats dans cette zone, ses troupes étant stationnées sur les hauteurs de la ville et à la périphérie. L'aviation britannique bombarde la ville pendant 5 jours consécutifs, en opérant à peu près 2 000 sorties de 500 bombardiers qui ont largué 5 000 tonnes de bombes explosives et 200 000 bombes au phosphore. La ville est détruite à 95 %.
- 8 septembre 1944 : représailles allemandes contre les bombardements stratégiques britanniques : les premiers missiles V2 sont lancés sur Londres. Environ 3 000 engins V1 et V2 ont été tirés au total, qui feront quelques dizaines de morts.
- 25 septembre 1944 : bombardement de Strasbourg
- 4 octobre 1944 : bombardement usines et ponts de Sarreguemines (Moselle annexée) : 132 morts ? 309 blessés ;
- 5 janvier 1945 : bombardement du centre-ville de Royan, ville balnéaire, partie nord du verrou allemand de l'estuaire de la Gironde ; sept Mosquitos guident les bombardiers en balisant, avec 1 242 fusées rouges et vertes, le véritable objectif, le centre, un quadrilatère à écraser sous un tapis de bombes. L’attaque a lieu en deux vagues afin de mieux détruire la ville. 842 tués ou blessés sur 2 232 habitants ;
- 13 février 1945 : bombardement de Dresde, ville de 740 000 habitants, provoquant environ 25 000 morts[78].
- 17 février 1945 : bombardement de Wesel, ville de 24 000 habitants, réduite à 1 900 le 19 février
- 23 février 1945 : bombardement de Pforzheim, ville de 80 000 habitants, sans importance militaire réputée pour son horlogerie et ses églises, tuant 18 000 habitants
- 27 février 1945 : bombardement de Mayence, ville patrimoniale. La RAF largua en trois vagues successives 514 000 bombes incendiaires, 42 bombes éclairantes, 235 bombes stratégiques et 484 bombes de type « Blockbuster ». L'attaque dura en tout et pour tout un quart d'heure (de 16h30 à 16h45) et changea la ville en une gigantesque torche. Elle fit environ 1 200 morts, dont tous les moines du couvent des capucins.
- 16 mars 1945 : bombardement de Wurtzbourg, vieille cité épiscopale baroque regorgeant de richesses artistiques.
- 2 mai 1945 : bombardement de Potsdam, faubourg huppé de Berlin, équivalent de Versailles en France
- 3 mai 1945 : bombardements des paquebots Cap Arcona, Thielbek et Deutschland (dans lesquels étaient parqués des milliers de déportés)
- Bombardement de la Normandie
- Bombardement de la Bretagne (Rennes, Vannes, Lannion, Saint-Malo, Morlaix, Saint-Brieuc, Nantes, Saint-Nazaire, Lorient, Brest, etc.)

## Asie
En Asie, les bombardements stratégiques ont été principalement effectués par les Japonais et les États-Unis. Le Commonwealth britannique avait prévu, après la fin des hostilités en Europe, qu'une force de bombardement stratégique, groupant jusqu'à 1 000 bombardiers lourds (Tiger force), serait envoyée en Extrême-Orient. Cela n'a jamais été réalisé avant la fin de la guerre du Pacifique.

### Bombardements japonais
Le bombardement de Nanjing et Canton, qui a commencé le 22 et 23 septembre 1937, a suscité immédiatement des protestations générales, aboutissant à une résolution sur l'Extrême-Orient du comité consultatif de la Société des Nations. Lord Cranborne, sous-secrétaire d'État britannique aux affaires étrangères, a exprimé son indignation dans sa propre déclaration : « Les mots ne peuvent exprimer les sentiments de profonde horreur avec laquelle la nouvelle de ces raids a été reçue par l'ensemble du monde civilisé. Ils sont souvent dirigés contre des lieux éloignés de la zone des combats. L'objectif militaire, s'il existe, apparaît n'être que secondaire. L'objectif principal semble être d'inspirer la terreur par le massacre aveugle de civils… ».
Il y avait aussi des raids aériens sur le nord de l'Australie et les Philippines (bombardement de Darwin par le Service aérien de la Marine impériale japonaise le 19 février 1942). L'armée impériale japonaise a également attaqué des navires ennemis et des installations militaires.

### Bombardements par les États-Unis sur le Japon
Le bombardement stratégique du Japon par les États-Unis a eu lieu entre 1942 et 1945. Au cours des sept derniers mois de la campagne, un changement de tactique de bombardement a entraîné la destruction de 67 grandes villes japonaises, causant plus de 500 000 morts et quelque 5 millions de sans abri. La nature particulière des constructions civiles japonaises (majoritairement légères et en bois pour limiter les dégâts et les pertes humaines en cas de tremblement de terre) a considérablement amplifié les destructions, notamment pour cause d'incendie.

### Armes utilisées au Japon et dans le Pacifique

#### Bombardements conventionnels

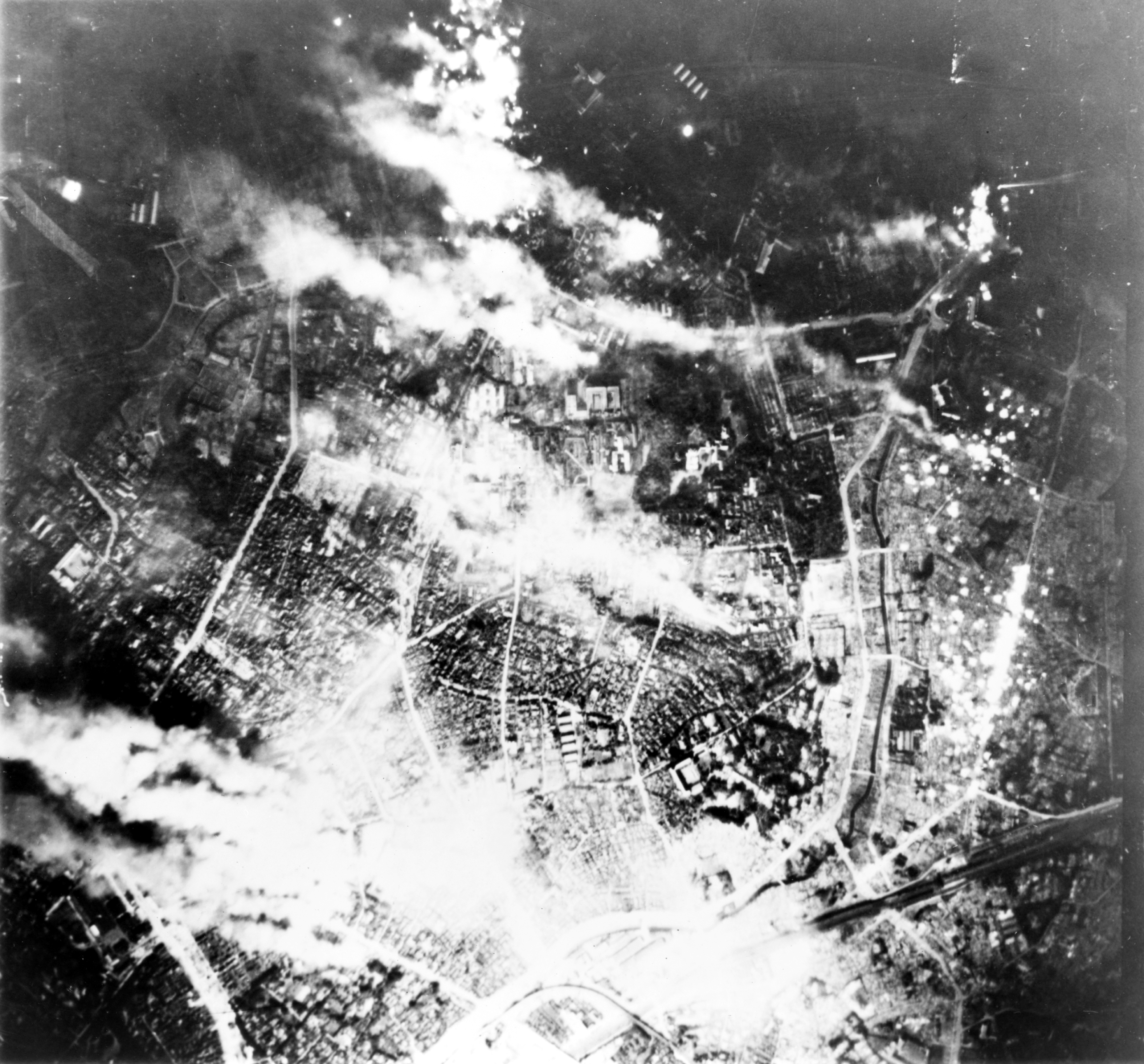
Tokyo en flammes après un bombardement incendiaire par des B-29, le 26 mai 1945

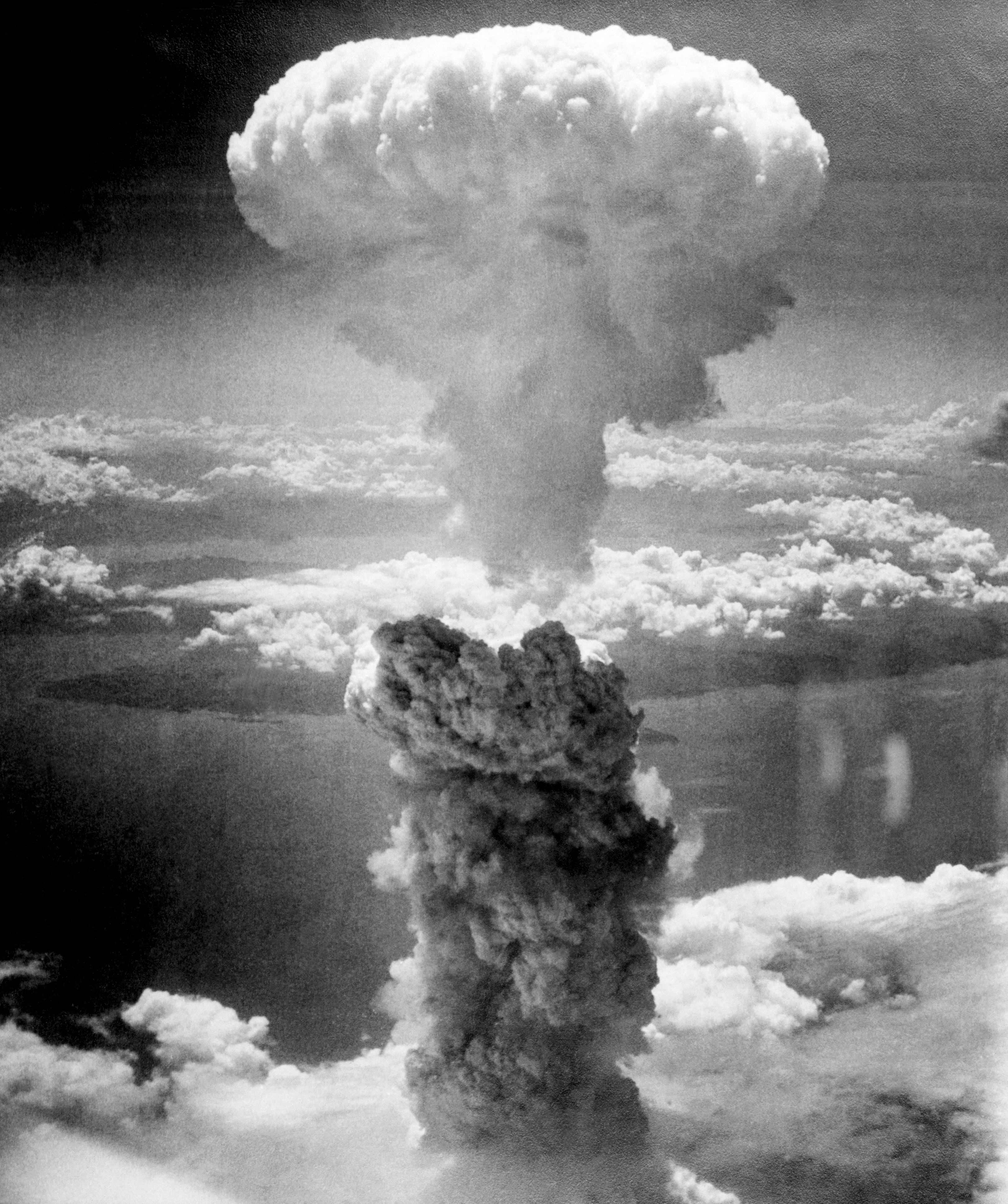
Explosion de la bombe nucléaire à Nagasaki

Le premier raid américain sur l'île principale du Japon est le raid de Doolittle, le 18 avril 1942, lorsque seize B-25 Mitchell décollent depuis le porte-avion USS Hornet (CV-8) pour attaquer des villes comme Yokohama et Tokyo, puis tenter de rejoindre des zones tenues par les nationalistes en Chine.
Mais c'était surtout une opération psychologique, Les premiers raids réguliers ont été effectués par le Vingtième Air Force opérant à partir de la Chine à l'opération en vertu de Matterhorn XX Bomber Command. Initialement, le Vingtième Air Force était sous le commandement de Hap Arnold, et, plus tard, Curtis LeMay. Cela n'a jamais été un arrangement satisfaisant, non seulement parce que les Chinois ont été réticents pour fournir des bases aériennes et que celles-ci devaient être approvisionnées en survolant l'Himalaya, mais aussi parce que le B-29, à partir de ces bases, ne pouvait atteindre le Japon qu'en diminuant la charge de bombes emportées au profit d'un surplus de carburant.
Les bombes conventionnelles larguées à partir des B-29 ont détruit plus de 40 % de la zone urbaine au Japon, les six plus grandes villes industrielles.

#### Bombardements nucléaires
Après six mois d'intenses bombardements de 67 autres villes du Japon par les États-Unis, Truman autorise des attaques nucléaires sur l'empire du Japon. Le 6 août 1945, une bombe nucléaire est lâchée sur Hiroshima suivie le 9 août par l'explosion d'une autre sur Nagasaki. Le 2 septembre 1945, le Japon capitule, ce qui mène officiellement à la fin de la Seconde Guerre mondiale.

#### En France
- Brest pendant la Seconde Guerre mondiale
- Bombardement de la Normandie

#### En Allemagne
- Défense du Reich
- Bataille de la baie de Heligoland
- Bataille aérienne de Berlin
- Bombardement de Berlin pendant la Seconde Guerre mondiale
  - Opération Thunderclap (annulée)
- Opération Gomorrhe
- Bombardement de Dresde

#### En Autriche
- Bombardement de Vienne

#### Ailleurs dans le monde
- Bombardement de Guernica
- Bombardements de Varsovie pendant la Seconde Guerre mondiale